# Silene psammitis
Silene psammitis là loài thực vật có hoa thuộc họ Cẩm chướng. Loài này được Link ex Spreng. miêu tả khoa học đầu tiên năm 1818.